# Tmarus atypicus
Tmarus atypicus là một loài nhện trong họ Thomisidae.
Loài này thuộc chi Tmarus. Tmarus atypicus được Cândido Firmino de Mello-Leitão miêu tả năm 1929.